# Euthlastoblatta diaphana
Euthlastoblatta diaphana är en kackerlacksart som först beskrevs av Fabricius 1793.  Euthlastoblatta diaphana ingår i släktet Euthlastoblatta och familjen småkackerlackor. Inga underarter finns listade i Catalogue of Life.